# Kislev
Kislev (in ebraico כסלו‎?) è il terzo mese civile  e il nono mese religioso del calendario ebraico.  È composto da 30 o 29 giorni, a seconda dell'anno in cui si presenta..
È il mese in cui cade parte della festività di Chanukah, detta festa delle luci, nel 25º giorno del mese; Chanukah ricorda il miracolo avvenuto durante la rivolta di Israele contro la "dominazione" "siriaco-ellenica".
Il Talmud narra che, al termine della rivolta, quando si volle riconsacrare [parti] del Tempio di Gerusalemme, si trovò olio adatto per far ardere la luce sufficiente per un solo giorno; invece durò per sette giorni, il tempo necessario alla preparazione di olio consueto in più.
Raramente, il Capodanno del calendario gregoriano cade in Kislev. L'ultima volta che è caduto in Kislev è stato il 1º gennaio 1987 (30 Kislev 5747 nel calendario ebraico). La prossima volta che cadrà in Kislev sarà il 1º gennaio 2063 (30 Kislev 5823 nel calendario ebraico).

## Periodo
Durante gli anni 5761–5860 del calendario ebraico, Kislev occorre nei seguenti periodi del calendario gregoriano:
| Durata degli anni | Inizio di Kislev       | Fine di Kislev          |
| ----------------- | ---------------------- | ----------------------- |
| 353 giorni        | 14 novembre–2 dicembre | 13 dicembre–31 dicembre |
| 354 giorni        | 13 novembre–2 dicembre | 13 dicembre–1º gennaio  |
| 355 giorni        | 14 novembre–2 dicembre | 14 dicembre–1º gennaio  |
| 383 giorni        | 3 novembre–13 novembre | 2 dicembre–12 dicembre  |
| 384 giorni        | 4 novembre–12 novembre | 3 dicembre–12 dicembre  |
| 385 giorni        | 3 novembre–14 novembre | 3 dicembre–13 dicembre  |